# Lockhart (Texas)
Lockhart é uma cidade localizada no estado norte-americano do Texas, no Condado de Caldwell.

## Demografia
Segundo o censo norte-americano de 2000, a sua população era de 11.615 habitantes.
Em 2006, foi estimada uma população de 13.642, um aumento de 2027 (17.5%).

## Geografia
De acordo com o United States Census Bureau tem uma área de
29,1 km², dos quais 29,1 km² cobertos por terra e 0,0 km² cobertos por água.

## Localidades na vizinhança
O diagrama seguinte representa as localidades num raio de 24 km ao redor de Lockhart.